# Wola Gołkowska
Wola Gołkowska – wieś sołecka w Polsce położona w województwie mazowieckim, w powiecie piaseczyńskim, w gminie Piaseczno.
Wieś szlachecka położona była w drugiej połowie XVI wieku w powiecie tarczyńskim ziemi warszawskiej województwa mazowieckiego. W latach 1975–1998 miejscowość administracyjnie należała do województwa warszawskiego.

Na południe od wsi zlokalizowanyjest cmentarz z I wojny światowej. Spoczywa na nim  86 żołnierzy niemieckich.